# Jordi Burafe
Jordi Burafe (en llatí Georgius Buraphus, en grec Γεώργιος Βούραφος) fou un oficial romà d'Orient, patrici i comes del tema d'Opsícion (parts de Mísia i de Bitínia), adjacent a la Propòntida.
Era a Tràcia defensant la regió contra els búlgars i va entrar en una conspiració amb Teodor Miaci (Myacius) per destronar a l'emperador Filípic, que va ser empresonat i cegat per l'oficial Ruf, enviat per Jordi Burafe junt amb uns quants soldats. Però poc després Jordi i els seus còmplices van patir la mateixa sort a mans del nou emperador Anastasi II. (Nicèfor I de Constantinoble De Rebus post Mauricium Gestis, p. 55. Teòfanes el Confessor, Cronografia. vol. 1. p. 587, 588).